# Barlieu

Barlieu este o comună în departamentul Cher, Franța. În 1 ianuarie 2022 avea o populație de 336 de locuitori.